# 带掌花瓣蟹
带掌花瓣蟹（学名：Liomera cinctimana）为扇蟹科花瓣蟹属的动物。分布于广泛地分布于印度-西太平洋区。从日本、澳大利亚到非洲东岸、也到达美洲两岸、从加利福尼亚半岛至克利帕顿岛以及中国大陆的西沙群岛等地，生活环境为海水，常生活于浅水岩石海岸处以及珊瑚礁丛中亦常见。